# CAW=ZOO
CAW=ZOO（こうづ、1979年7月7日 - ）は、日本の男性漫画家。大阪府住之江区出身、在住。血液型はAB型。
よく表記を「COW=ZOO」と間違えられる。
また間の「=」が掲載紙によっては「・」「-」になることもある。
同じ成人向け漫画作家に高津（たかつ）がいるが、別人である。

## 人物
ゲーム雑誌『ゲーメスト』（新声社）『月刊アルカディア』（メディアワークス）成人向け雑誌『COMIC阿呍』（ヒット出版）等の読者投稿常連、『COMIC快楽天』（ワニマガジン）への持ち込みなどを経てデビュー。
デビュー前からの友人に成人向け漫画家のたけのこ星人がいる。
ふたなり好きである。

## 作品リスト
- 五日目（仮）

　　　アンソロジーふたなりっ娘LOVE 8（2008年　茜新社）所収ISBN 978-4-87182-966-3
- 大繁殖祭

　　　アンソロジーふたなりっ娘LOVE 9（2008年　茜新社）所収ISBN 978-4-86349-000-0
- がんばれ！ おキヨさん！

　　　アンソロジーふたなりっ娘LOVE 10（2008年　茜新社）所収ISBN 978-4-86349-031-4
- がけっぱれ！ おキヨさん！！

　　　アンソロジーふたなりっ娘LOVE 11（2009年　茜新社）所収ISBN 978-4-86349-055-0
- いったれ！おキヨさん！！

　　　アンソロジーふたなりっ娘LOVE 12（2009年　茜新社）所収ISBN 978-4-86349-076-5
- 見っかっちゃった！！

　　　アンソロジーふたなりっ娘LOVE 13（2009年　茜新社）所収ISBN 978-4-86349-097-0

## 関連人物
- たけのこ星人